# 31. østlige længdekreds
Den 31. østlige længdekreds (eller 31 grader østlig længde) er en længdekreds, der ligger 31 grader øst for nulmeridianen. Den løber gennem Ishavet, Europa, Asien, Afrika, det Indiske Ocean, det Sydlige Ishav og Antarktis.